# DDR4 SDRAM
DDR4 SDRAM (англ. double-data-rate four synchronous dynamic random access memory) — четвёртое поколение оперативной памяти, являющееся эволюционным развитием предыдущих поколений DDR SDRAM. Отличается повышенными частотными характеристиками и пониженным напряжением питания.
Основное отличие DDR4 от предыдущего стандарта DDR3 заключается в удвоенном до 16 числе внутренних банков (в 2 группах банков), что позволило увеличить скорость передачи внешней шины. Пропускная способность памяти DDR4 в перспективе может достигать 25,6 ГБ/c (в случае повышения максимальной эффективной частоты до 3200 МГц). Кроме того, повышена надёжность работы за счёт введения механизма контроля чётности на шинах адреса и команд. Изначально стандарт DDR4 определял частоты от 1600 до 2400 МГц с перспективой роста до 3200 МГц.
В массовое производство вышла во 2 квартале 2014 года, сперва только ECC-память, а в следующем квартале начались продажи и не-ECC модулей DDR4, вместе с процессорами Intel Haswell-E/Haswell-EP, требующими DDR4.

## Разработка

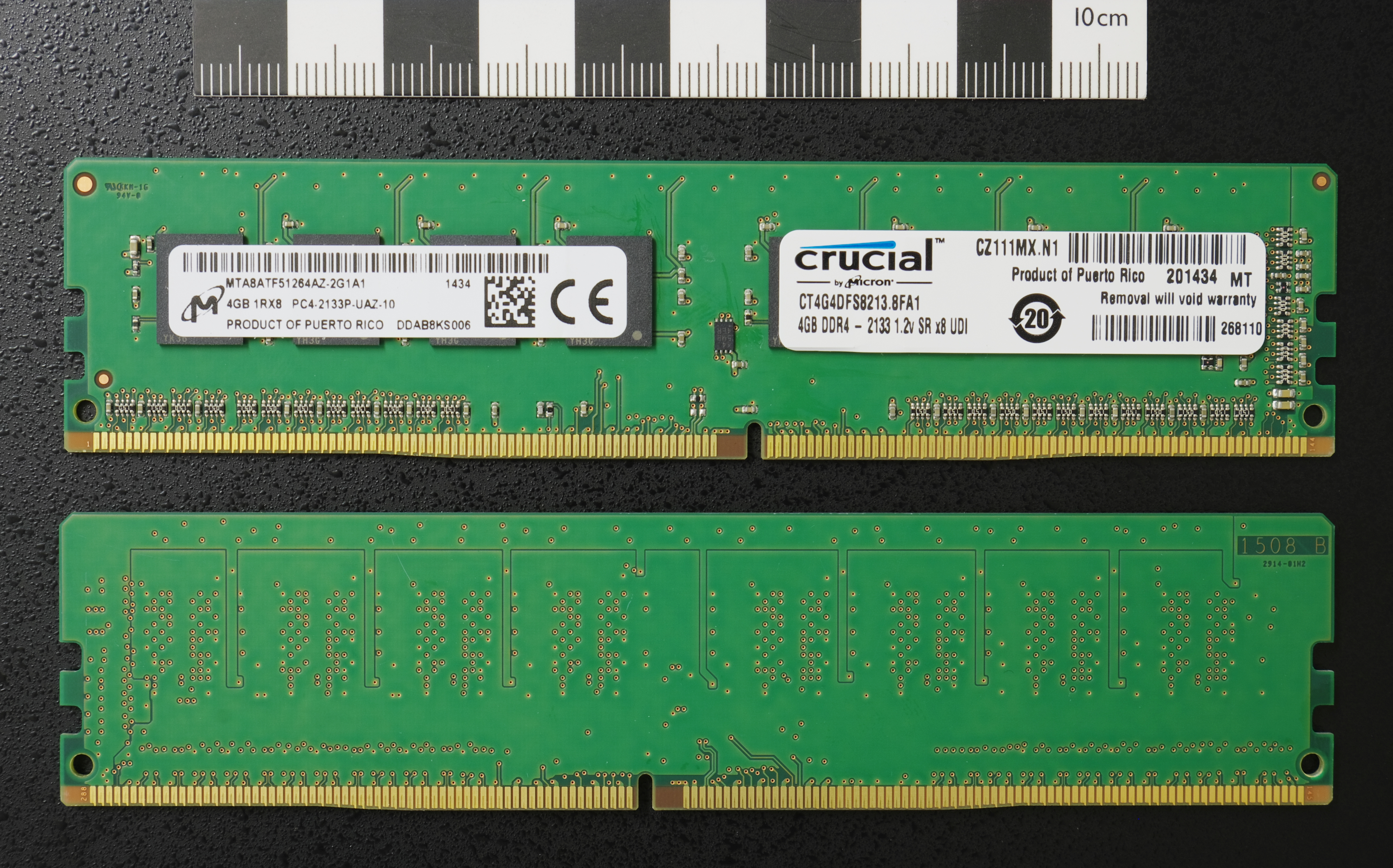
Модуль памяти DDR4

Ранние работы по проектированию следующего за DDR3 стандарта оперативной памяти начались в JEDEC около 2005 года, примерно за два года до запуска DDR3 в 2007. Основы архитектуры DDR4 планировалось согласовать в 2008 году.
JEDEC представила информацию о DDR4 в 2010 году на конференции MemCon в Токио. Судя по слайдам «Time to rethink DDR4», новинка должна иметь и повышенную эффективную частоту (от 2 133 до 4 266 МГц), и пониженное напряжение (от 1,3 до 1,1 В) по сравнению с предыдущими стандартами, предполагаемый техпроцесс — 32 и 36 нм. Массовое производство намечалось на 2015 год, а первые образцы для создания контроллеров памяти и совместимых платформ — на 2011 год.
В январе 2011 года компания Samsung представила модуль DDR4. Техпроцесс составил 30 нм, объём памяти — 2 ГБ, а напряжение — 1,2 В. Позднее Hynix представила свой первый модуль DDR4, который превзошёл модуль Samsung по частоте (2400 МГц вместо 2133). Hynix заявила о 80-процентном увеличении производительности памяти по сравнению с DDR3-1333.
В сентябре 2012 года JEDEC опубликовала финальный вариант спецификации DDR4. Последняя ревизия стандарта DDR4 была принята в ноябре 2013 года, стандарт на LPDDR4 — в августе 2014 года.
По оценке компании Intel от апреля 2013 года, уже в 2014 году DDR4 могла бы стать основным типом памяти DRAM, и в 2015 году практически полностью вытеснить использовавшуюся ранее DDR3. По данным Intel, DDR4 потребляет на 35 % меньше энергии, чем DDR3L, а по пропускной способности превосходит память предыдущего поколения на 50 %. Однако внедрение DDR4 началось позднее, и эта память займет большую часть рынка не ранее 2016 года. В 2017 году продажи памяти DDR4 превзошли модули стандарта DDR3.

## Характеристики

### Пропускная способность
Для расчёта максимальной пропускной способности памяти DDR4 необходимо её эффективную частоту умножить на 8 байт (64 бита), то есть на размер данных, который может быть передан за 1 такт работы памяти. Таким образом:
- Для памяти с эффективной частотой 2133 МГц максимальная пропускная способность составит 2133 × 8 = 17 064 МБ/c[27]
- Для памяти с эффективной частотой 3200 МГц (наибольшая частота, изначально определённая стандартом) максимальная пропускная способность составит 3200 × 8 = 25 600 МБ/c[27]

Нужно учитывать, что из-за временны́х ограничений по взаимодействию с микросхемами памяти, в частности для периодической операции обновления содержимого (регенерации), реальная пропускная способность на 5—10 % меньше, чем рассчитанная выше.
Современные материнские платы поддерживают многоканальные режимы работы памяти. Таким образом, итоговая эффективная пропускная способность памяти системы будет равняться пропускной способности DDR4, умноженной на количество используемых каналов.
Изначально предполагалось, что для работы DDR4 на максимальных частотах (3200 МГц) потребуется использование лишь одного модуля памяти DDR4 на канал передачи данных (прямое подключение напрямую к контроллеру с топологией точка-точка). При работе на меньших частотах, например 1866 и 2133 МГц, контроллеры памяти некоторых процессоров, в частности, Skylake (2015), могут использовать до 2 модулей памяти на канал. Для серверных систем используются модули RDIMM DDR4 и ожидается появление модулей LRDIMM DDR4, использующих буферные микросхемы вблизи контактов модуля. Такая память сможет устанавливаться в количестве до 3 модулей на канал, при использовании совместимых платформ..
| Стандартное название                         | Частота памяти, МГц | Частота шины, МГц | Эффективная (удвоенная) скорость, млн передач/с | Название модуля | Пропускная способность, МБ/с | Тайминги CL-tRCD-tRP                | Время цикла, нс      |
| -------------------------------------------- | ------------------- | ----------------- | ----------------------------------------------- | --------------- | ---------------------------- | ----------------------------------- | -------------------- |
| DDR4-1600J* DDR4-1600K DDR4-1600L            | 200                 | 800               | 1600                                            | PC4-12800       | 12 800                       | 10-10-10 11-11-11 12-12-12          | 12,5 13,75 15        |
| DDR4-1866L* DDR4-1866M DDR4-1866N            | 233,33              | 933,33            | 1866,67                                         | PC4-14900       | 14 933,33                    | 12-12-12 13-13-13 14-14-14          | 12,857 13,929 15     |
| DDR4-2133N* DDR4-2133P DDR4-2133R            | 266,67              | 1066,67           | 2133,33                                         | PC4-17000       | 17 066,67                    | 14-14-14 15-15-15 16-16-16          | 13,125 14,063 15     |
| DDR4-2400P* DDR4-2400R DDR4-2400T DDR4-2400U | 300                 | 1200              | 2400                                            | PC4-19200       | 19 200                       | 15-15-15 16-16-16 17-17-17 18-18-18 | 12,5 13,32 14,16 15  |
| DDR4-2666T DDR4-2666U DDR4-2666V DDR4-2666W  | 333,33              | 1333              | 2666                                            | PC4-21300       | 21 333                       | 17-17-17 18-18-18 19-19-19 20-20-20 | 12,75 13,50 14,25 15 |
| DDR4-2933V DDR4-2933W DDR4-2933Y DDR4-2933AA | 366,6               | 1466,5            | 2933                                            | PC4-23466       | 23 466                       | 19-19-19 20-20-20 21-21-21 22-22-22 | 12,96 13,64 14,32 15 |
| DDR4-3200W DDR4-3200AA DDR4-3200AC           | 400                 | 1600              | 3200                                            | PC4-25600       | 25 600                       | 20-20-20 22-22-22 24-24-24          | 12,50 13,75 15       |
| DDR5 -                                       |                     |                   | 4800 — 8400                                     |                 |                              |                                     |                      |

В сентябре 2014 года были продемонстрированы модули памяти с частотой 3333 МГц (и максимальной пропускной способностью 26 664 МБ/c), что превзошло частоту, изначально определённую стандартом.
В ноябре 2015 года были продемонстрированы модули памяти с частотой 4133 МГц.

### Объём модулей
Объём кристалла DDR4 составляет от 2 до 16 Гбит, организация модулей памяти — ×4, ×8 или ×16 банков.
Минимальный объём одного модуля DDR4 составляет 4 ГБ, максимальный — 128 ГБ (кристаллы по 8 Гбит, упаковка 4 кристаллов в чип). Не исключается производство модулей объёмом в 512 ГБ на базе кристаллов 16 Гбит и упаковке 8 кристаллов в чип.

### Размеры модулей
DDR4 имеет 288-контактные DIMM-модули, схожие по внешнему виду с 240-контактными DIMM DDR-2/DDR-3. Контакты расположены плотнее (0,85 мм вместо 1,0), чтобы разместить их на стандартном 5¼-дюймовом (133,35 мм) слоте DIMM. Высота увеличивается незначительно (31,25 мм вместо 30,35).
DDR4 модули SO-DIMM имеют 260 контактов (а не 240), которые расположены ближе друг к другу (0,5 мм, а не 0,6). Модуль стал на 1,0 мм шире (68,6 мм вместо 67,6), но сохранил ту же высоту — 30 мм.

### Прочее
Отраслевой стандарт оперативной памяти DDR4, описанный в DDR4 SDRAM STANDARD JEDEC JESD79-4, не содержит каких-либо сведений о наличии функций аппаратного шифрования информации.

## Модули памяти с б/у чипами
В 2023 году на рынке появились модули DDR4, сделанные из чипов, снятых с б/у серверной памяти, которые продаются под видом новых. Аналитики TrendForce заявили что речь идёт не о единичных случаях, а о массовом явлении. Так, небольшие фирмы за бесценок скупают старые модули DDR4 у дата-центров, переходящих на DDR5, разбирают их на чипы и используют такие чипы для выпуска «новых» потребительских планок DDR4. Сообщается, что «пересобранные» модули имеют скорость DDR4-3200 и основываются на чипах SK Hynix и Samsung, однако отличить их от новых практически невозможно. Чипы памяти имеют длительный жизненный цикл, поэтому модули на «старых» чипах не демонстрируют меньшую надёжность. Практика с выпуском модулей DDR4 на б/у чипах, вероятно, сохранится.